# Trio (banda)
Trio fue el nombre de un grupo musical alemán que se hizo famoso en 1982 durante la Neue Deutsche Welle, movimiento del cual pronto se distanciarían. Los primeros años, la música de Trio estuvo marcada por el minimalismo, que se manifestaba tanto en los textos como en la simplificación de la música a solo dos instrumentos: batería y guitarra. Su mayor éxito fue la canción «Da da da», que les hizo internacionalmente conocidos y de la que vendieron 13 millones de ejemplares.

## Miembros
- Stephan Remmler - Cantante
- Gert Krawinkel - Guitarrista
- Peter Behrens - Batería

## Historia

### Antecedentes
Stephan Remmler y Gert Krawinkel tocaban a finales de los 60 en un grupo de beat-rock llamado Just Us. Se dedicaban a hacer versiones, especialmente de los Rolling Stones, lo que les valió el sobrenombre de "los Stones de Wesermarsch". El grupo era conocido exclusivamente en el norte de Alemania. Tras diversos cambios en su formación, los Just Us se disolvieron en 1969; Remmler y Krawinkel siguieron activos en solitario. Este último fundó una banda que bautizó como Cravinkel, de escaso éxito comercial. Por su parte, Remmler intentaba —también sin éxito— hacer despegar su carrera como cantante de música Schlager con el seudónimo "Rex Carter". Por aquel entonces (principios de los 70), Peter Behrens colaboraba con Silberbart, una modesta banda de música psicodélica.
Remmler y Krawinkel estudiaron juntos y en la década de los 70 ejercieron como profesores del estado. Behrens estuvo apuntado en una escuela de payasos en Milán. De los tres, solo Krawinkel permaneció ligado al mundo de la música, tocando en un grupo llamado Emsland Hillbillies. En verano de 1979, Just Us se reunieron para dar un concierto que tuvo una notable repercusión. Remmler y Krawinkel tomaron la decisión de, junto con algunos músicos de su círculo de amistades, intentar por segunda vez irrumpir con éxito en el panorama musical. Renunciaron a sus plazas como profesores y crearon la firma Just Us Music Productions GmbH con la meta de producir música comercial. Los dos trabajaron como músicos de la firma, cuyo capital provenía de amigos músicos, convencidos de la capacidad del dúo de producir música rentable.
Krawinkel y Remmler alquilaron por 600 DM al mes una vivienda unifamiliar en la localidad de Großenkneten (Baja Sajonia). Intentaron impulsar un proyecto musical bajo la denomación Wind, al cual llegaron a estar ligados hasta 25 músicos. En el repertorio se encontraban canciones que luego serían interpretadas por Trio, evidentemente muy simplificadas en lo instrumental (entre otras, Nasty y Energie). Remmler solía utilizar sus contactos del mundo de la docencia para tocar sus trabajos delante de los estudiantes y así poder recabar opiniones. En esa época, Peter Behrens se unió al grupo en respuesta a un anuncio en el periódico de Remmler y Krawinkel buscando un batería. Desempleado, Behrens se pasaba casi todos los días en la casa de Großenkneten ensayando, entre semana a solas con Remmler y Krawinkel y los fines de semana con el resto de músicos.

### Fundación
A principios de 1980 el proyecto "Wind" estaba en la ruina económica y Remmler y Krawinkel se vieron forzados a vender gran parte de su equipo. Finalmente, decidieron seguir tocando solo con Behrens, en el convencimiento de que su música sonaba más interesante sin bajo eléctrico. Remmler, Krawinkel y Behrens trabajaron en un espectáculo musical planificado al milímetro. Para hacer énfasis en lo minimalista de su apuesta, sacaron el nombre del grupo del número de miembros que lo formaban. El 20 de diciembre de 1980 invitaron a inversores y amigos a su primer concierto en el Gasthaus Kempermann. Al finalizar el concierto, Remmler dio una charla para explicar el concepto musical que proponían.
A comienzos de 1981, los músicos produjeron y dirigieron una maqueta en formato mini-LP de 10" con tres canciones, que enviaron a diversas discográficas en busca de un contrato. Iniciaron una gira por el norte de Alemania que apenas levantó expectación en los medios. Una de las compañías que había recibido la demo de Trio era ‘’Phonogram’’, con sede en Hamburgo y en la que desde hacía poco trabajaba como cazatalentos Klaus Voormann, amigo íntimo de The Beatles y bajista de John Lennon hasta la muerte de este (1980). Voormann se mostró interesado por el grupo y acudió a uno de sus conciertos. Motivado especialmente por la puesta en escena del trío germano, decidió ofrecerles un contrato que firmaron inmediatamente.

### Da da da
En verano de 1981 tuvieron lugar las sesiones de grabación para el primer LP de Trio en un establo de Husum habilitado a tal efecto. Klaus Voormann produjo el álbum, al igual que los anteriores. Los costos de producción rondaron los 40.000 marcos. Se hubo de recortar la duración de muchos temas cuyo valor artístico residía más en lo escénico que en lo musical. El disco vio la luz en octubre de 1981 y tenía por portada una superficie en blanco con el nombre "Trio" escrito a mano y la dirección privada y teléfono del grupo. En el dorso se hallaba la lista de temas manuscrita por Remmler. La única información sobre la banda o la música que venía con el disco, eran los nombres "Remmler", "Krawinkel" y "Voormann" en la pegatina del vinilo.
Trio se embarcó en un tour por toda Alemania. Por el día tocaban en multitud de tiendas de discos para promocionar su álbum. Por la noche tocaban en locales. Durante esta gira, un periodista regaló a Stephan Remmler un teclado eléctrico de la marca Casio, con el que compondría una canción con el nombre Da da da ich lieb dich nicht du liebst mich nicht aha aha aha. Trio tocaron dicha canción en sus conciertos y fue muy bien recibida por el público. Klaus Voormann tomó la decisión de lanzar un single con el tema.

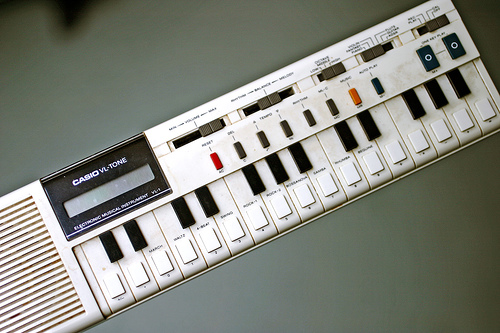
Un teclado Casio VL-1, como el que suena en Da da da

La grabación de Da da da tuvo lugar a comienzos de 1982 en un estudio de Zúrich, propiedad de la banda Yello, quienes mantenían una relación de amistad con Trio. Por primera vez, Klaus Voormann tocó con ellos el bajo. Annette Humpe, del grupo Ideal, grabaría los coros del estribillo en un estudio de Berlín. Da da da se publicó en febrero de 1982 como single y maxi-single. Al poco del lanzamiento, Trio protagonizó en el Rockpalast un especial de 75 minutos que se emitió a nivel nacional. La canción alcanzó el éxito al ser presentada en el espacio Bananas de la ARD y su popularidad se afianzó con la aparición de Trio en el mítico magacín cultural de la ZDF Aspekte.
Finalmente, Trio fue invitado a la ZDF-Hitparade, siendo el primer grupo de la Neue Deutsche Welle en disfrutar de minutos en dicha emisión. El sencillo alcanzó el segundo lugar en las listas de Alemania y vendieron unos tres millones de copias. La canción se añadió al álbum, lo que hizo que este también ascendiera al tercer lugar de las listas de discos alemanas.
A mediados de 1982 Trio cambió los clubes pequeños por escenarios más grandes, actuando en diversos festivales, lo que les obligó a acortar la duración del show y concentrarse en la música, dejando a un lado algunos elementos teatrales solo aptos para escenarios pequeños. El trío dio su último concierto en Alemania en junio de 1982, en la Berliner Waldbühne.

### Éxito nacional e internacional
En el Reino Unido creció el interés por Trio gracias al éxito de Da da da y el grupo fue invitado al programa Top of the Pops, retransmitido en todo el mundo, para que presentara la versión inglesa de la canción. Dicha versión se lanzó en 30 países distintos y fue especialmente bien acogida en Brasil (disco de platino) y Canadá (doble platino). En Japón y en los Estados Unidos el sencillo no cuajó. En total se vendieron alrededor de 13 millones de copias de Da da da. El álbum Trio se publicó en 20 países. El conjunto aprovechó la repercusión internacional para dar algunos conciertos fuera de Alemania, entre otros lugares, en la Arena de Verona (Italia).
En octubre de 1982 salieron a la vez otro sencillo llamado Anna – Lassmichrein Lassmichraus (título internacional Anna – Letmein Letmeout) y un disco en directo. Este último, Trio live im Frühjahr 82, lo hizo en formato casete (a partir de 1992 también en CD) y se anunció con el eslogan "El primer disco que sólo existe en casete".
Trio no dio más conciertos, pero sí que apareció frecuentemente en televisión. En diciembre de 1982 lo hicieron en un especial de la ARD (ARD Klassik Rocknacht). Allí, Remmler, Krawinkel y Behrens presentaron en primicia algunas canciones nuevas, secundados por un coro y una orquesta.
Apenas entrado 1983 el trío se retiró para trabajar en un nuevo álbum. Fruto de este trabajo surgió en mayo de 1983 el sencillo Bum Bum, también acompañado por una versión en inglés (Boom Boom) de bastante éxito en los Estados Unidos. La portada era una imagen del escote de Domenica Niehoff, una prostituta de Hamburgo en cuyos senos estaba escrito "BUM BUM" con lápiz de labios. Niehoff fue también la protagonista del ‘’videoclip’’ de la canción.
En verano de 1983 Trio abandonaron algún tiempo su casa común en Großenkneten y se establecieron en Suiza para poder trabajar con más tranquilidad en su nuevo disco, alejados del revuelo mediático. La producción del segundo álbum se alejó bastante del concepto minimalista del primero. El productor Klaus Voormann tocó el bajo en casi todas las canciones. El villancico Turaluraluralu – Ich mach BuBu was machst du incluyó un coro de voces femeninas y arreglos orquestales. Además, grabaron una canción de Yoko Ono, amiga de Voormann. Este tema (Wake Up) formó parte de un disco-homenaje a la artista que se publicaría más tarde en los EE. UU.
El segundo álbum fue bautizado Bye Bye. La portada recuperó la simplicidad y originalidad que caracterizaba la del primer disco. El anverso y el dorso estaban prácticamente en blanco. La parte trasera estaba dividida en ocho recuadros "disponibles para publicar su anuncio" al precio de 10.000 DM por recuadro y edición. En la primera edición, la firma Uvex compró uno de los espacios. En la segunda no hubo ningún anuncio por problemas legales, pero a partir de la tercera edición fue aumentando el número de anuncios en el disco, que alcanzó los 16 en la quinta edición. El dinero recaudado fue donado a Greenpeace. De Bye Bye se extrajeron dos sencillos, que funcionaron muy bien en las listas alemanas: Herz ist Trumpf y Turaluraluralu – Ich mach BuBu was machst du. El propio álbum se aupó a la novena posición en las listas de discos. A principios de 1984 apareció el último sencillo de ‘’Bye Bye’’ (Tutti Frutti), que alcanzó peores posiciones.
Bye Bye también fue publicado en el extranjero, con todas las canciones en inglés. En los Estados Unidos y Canadá llevó el nombre Trio And Error y recibió buenas críticas. A punto de terminar 1983, Trio organizó algunos conciertos en Norteamérica, entre otros, en el legendario club Ritz de la ciudad de Nueva York. Esos conciertos en América serían los últimos de Trio.

### Pausa creativa
En 1984 Stephan Remmler y Peter Behrens abandonaron la casa que compartían en Großenkneten. Remmler se estableció en Baviera y Behrens en Baden-Baden. Así, solo quedó en la casa Krawinkel. Musicalmente decidieron probar suerte por caminos distintos durante el año siguiente. No volverían a juntarse hasta inicios de 1985, cuando tocaron juntos Nackt im Wind para el proyecto benéfico Band für Afrika.
Stephan Remmler editó un sencillo (Feuerwerk) junto a la joven Angela Smecca, con el nombre artístico de "Stephan & Nina". También hizo una grabación del cuento clásico Pedro y el lobo bajo la dirección de John Williams y puso la voz de un ordenador en la película americana Electric Dreams.
Krawinkel se unió al grupo del músico y actor Marius Müller-Westernhagen; con él, grabó el disco Die Sonne so rot y realizó una gira. 
Por su parte, Peter Behrens participó en dos películas (1000 Augen y André schaft sie alle). Entre 1984 y 1985 cumplió cuatro meses de cárcel por un antiguo delito de tráfico, eso sí, en régimen de prisión atenuada.

### Película y último álbum
Tras su reencuentro a finales de 1984, Trio decidieron rodar una película y a la vez producir un nuevo álbum. La película, Drei gegen Drei, se grabó entre la primavera y el verano de 1985 en Berlín y fue dirigida por Dominik Graf y producida por Bernd Eichinger (Der Untergang, Los 4 Fantásticos, El perfume). El disco se llamó Whats the Password y se alejó por completo del concepto minimalista que habían cultivado en sus anteriores obras. El sonido estaba marcado por la inclusión de instrumentos electrónicos. La grabación se realizó entre el ‘’Can-Studio’’, Londres, Berlín y Múnich. Peter Behrens no tomó parte en la producción debido a su estancia en prisión. Su lugar lo ocupó el batería alemán Curt Cress.
En septiembre de 1985 se celebró conjuntamente el lanzamiento del disco y el estreno del filme Drei gegen Drei. Un año después, se volvía a ver a Trio en la televisión alemana, esta vez en Wetten, dass..?. La película y Whats The Password no satisficieron las expectativas comerciales y recibieron críticas desfavorables. Del álbum se extrajeron tres sencillos: Drei gegen Drei, Ready For You y My Sweet Angel, que obtuvieron resultados tan pobres como el propio disco. Trio actuó esporádicamente en televisión hasta la primavera de 1986; su última actuación fue el 19 de marzo de 1986 en el programa Dingsda.

### Separación del grupo
Tras el fracaso comercial de su último LP y de su película el trío se disolvió. Los motivos concretos de la separación son inciertos. Remmler explicaría más tarde que, pasado medio año, querían reunirse de nuevo, pero que esto nunca llegó a suceder y afirmaría que las posibilidades musicales del grupo estaban agotadas. Apenas seis meses después de la última actuación de Trio, Remmler publicó su primer disco en solitario.
Ya separados, en 1986 se publicó un recopilatorio de grandes éxitos de Trio con el nombre 5 Jahre zuviel y poco más se supo de ellos durante muchos años. En pleno auge del techno en los años 90, se editaron infinidad de remixes de Da da da, entre otros del productor norteamericano Jason Nevins. En 1997 se emitió en los Estados Unidos un anuncio de Volkswagen con una versión en inglés de Da da da, que la hizo muy popular en dicho país. Esto propició una reedición del disco Trio And Error con el nombre Da Da Da que llegó a entrar en las listas del US-Billboard.
Hacia el año 2000, Trio intentaron volver a tocar juntos. No se conocen detalles, pero se sabe que se llegaron a producir entre tres y cinco títulos nuevos, entre ellos una nueva grabación de Herz ist Trumpf. Remmler explicó vagamente por qué finalmente no se llegó a concretar la reaparición: "Habría estado bien si hubiera estado bien". El intento de reunión del grupo surgió de George Glück, mánager durante muchos años de Remmler. La discográfica había ofrecido a Trio un adelanto de medio millón de euros. Tiempo después, Peter Behrens achacó el fracaso del intento a diferencias musicales entre Remmler y Krawinkel.

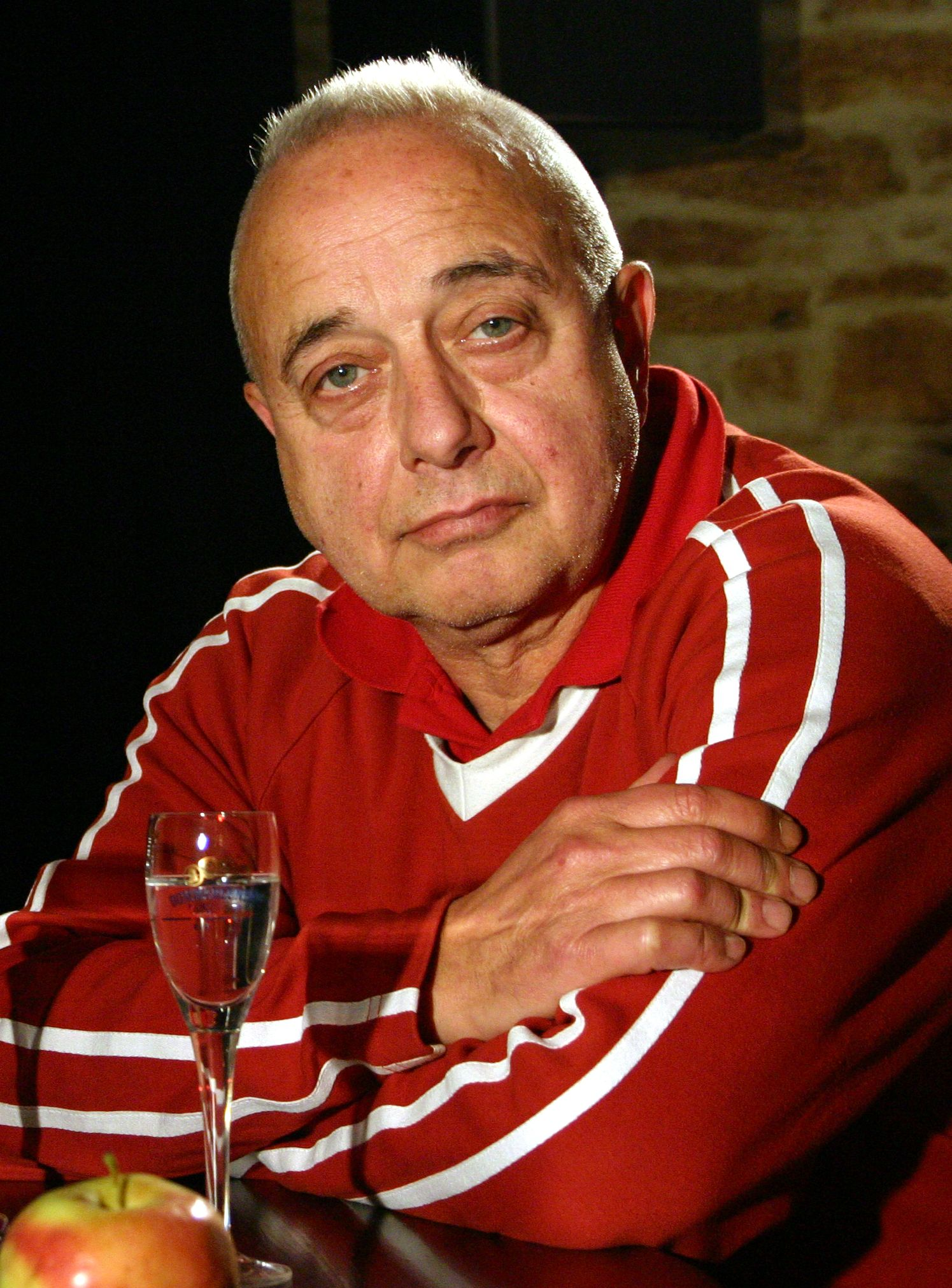
Peter Behrens en 2007.

### Carreras en solitario
Tras la separación de Trio, solo Stephan Remmler consiguió afianzarse como artista en solitario. Publicó en 1986 y 1988 dos álbumes con muy buena acogida y permaneció activo en el mundo de la música hasta 1996. Tras una pausa que duró una década, en 2006 sacó al mercado su séptimo álbum en solitario, que además de composiciones propias contenía versiones de canciones de Trio. Remmler vive a día de hoy con su mujer y tres hijos en la isla canaria de Lanzarote y, esporádicamente, en Basilea (Suiza).
Peter Behrens editó hasta principios de los 90 algunos sencillos, con escaso éxito. Sufrió los efectos del alcoholismo y la adicción a las drogas, y se vio durante muchos años en el paro. Su historia fue muy comentada en la prensa del corazón, como ejemplo de la decadencia de una estrella. Vivió sus últimos años en Wilhelmshaven donde finalmente falleció el 11 de mayo de 2016 a la edad de 68 años a causa del Síndrome de disfunción multiorgánica.
Gert Krawinkel vivió hasta 1989 en Großenkneten y luego se mudó a Berlín. En 1993 publicó un álbum en solitario y dos sencillos, sin ningún éxito comercial. Vivía la mayor parte del año en España, en la provincia de Sevilla.
Krawinkel era un gran fumador y en 2013 le fue diagnosticado cáncer de pulmón, muriendo el 16 de febrero de 2014 en Cuxhaven a la edad de 66 años

## Estilo
No me propongo, como Frank Zappa, tomar el pelo a la gente. Simplemente redujimos y eliminamos todas las mejoras superfluas que normalmente se utilizan en el negocio de la música rock.
Gert Krawinkel, 1982

### Instrumentos

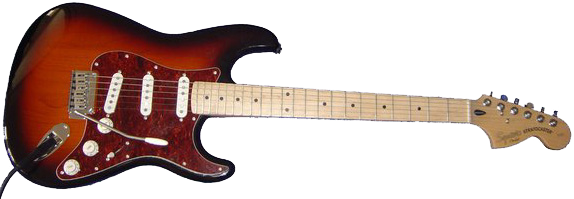
Fender Stratocaster

Desde un principio Trio buscaron reducir el número de instrumentos a básicamente dos: batería y guitarra eléctrica. La batería de Peter Behrens consistía en un bombo, una caja, un charleston o hi-hat y un plato. Behrens normalmente tocaba de pie. El guitarrista Gert "Kralle" Krawinkel solía desconectar dos de las pastillas de su Fender Stratocaster, por considerarlas innecesarias, por lo que no podía variar el sonido de la misma. Krawinkel llevaba sobre su guitarra una pegatina muy llamativa con el escudo de la localidad frisia de Wiesmoor. El cantante Stephan Remmler utilizaba a veces, además del micrófono, un megáfono y un laringófono . En alguna canción, Remmler tocaba instrumentos de juguete. La mayor parte de las veces, renunciaba a cantar y directamente declamaba (lo que se conoce como ‘’Sprechgesang’’).
El concepto del minimalismo también se llevó a las técnicas de producción, especialmente en lo referente a la voz de Stephan Remmler, cuyas componentes más graves se eliminaban, dejando solo las frecuencias vocales medias y altas, lo que hacía que sonase bastante nasal. También desecharon el uso de efectos de eco.

### Letras
Casi sin excepción, la música era obra de Krawinkel y Remmler, y los textos en su práctica totalidad de Remmler. Peter Behrens solo participó en la composición de dos temas. Trio tocaron tan solo unas pocas versiones de otros artistas. Todas las canciones tienen la misma estructura que las canciones de rock normales.
Los textos eran exiguos, especialmente en las canciones que se eligieron como sencillos. Por ejemplo, la letra de Anna – Lassmichrein lassmichraus consiste en la sucesión de cinco nombres propios más la frase Lass mich rein, lass mich raus ("déjame entrar, déjame salir"). Algunas canciones sí que tenían letras más largas. Remmler componía las letras tanto en alemán como en inglés, mezclando incluso ambos en la misma canción.
En lo que a la temática concierne, la mayor parte de las canciones hablan de relaciones amorosas fallidas. Sabine Sabine Sabine' (véase la sección "Numerología") carece directamente de una letra al uso y en ella simplemente se reproduce una conversación telefónica con una ex-novia. En el último álbum de la banda se abordan temas sociales de forma cínica e irónica: por ejemplo, Aids – Die Zeit der Liebe ist vorbei (sobre el sida) o Krach bum bäng zack Rüstung (sobre el militarismo).

### Música

Ritmo de batería similar al de muchas canciones de Trio.

Es de remarcar cómo Trio hacían su música con una carencia drástica de medios. Behrens solía tocar una batería muy simple, normalmente compases de 4/4 sin ningún tipo de fill-ins. Krawinkel se limitaba a repetir un ritmo de guitarra evitando los solos. Al limitar los medios al mínimo, el grupo se veía obligado a poner especial énfasis en los rasgos distintivos más característicos de los diversos estilos musicales que tocaban, como se observa en los siguientes ejemplos:
- Hard rock (Ja ja ja): sobre un compás de 4/4 muy rápido el guitarrista ejecuta un stacatto, mientras Remmler canta un texto chocante ("si piensas que tengo miedo, que te den por culo") e imita con la voz el sonido de una ametralladora.
- Power ballad (Kummer): Peter Behrens toca un compás de 4/4 muy lento, mientras Krawinkel alterna un tono fundamental y su correspondiente octava. Remmler canta con voz grave variaciones de la frase "Kummer, oh Kummer, mein Herzl ist nicht mehr da“ ("dolor, ¡oh!, dolor, mi corazoncito ya no está"). La canción incluye un sonido de repicar de campanas de iglesia. Al final, Remmler toca en una guitarra de juguete un solo intencionadamente desafinado.
- Reggae (Energie): en esta canción, el ritmo está generado con un órgano electrónico en vez de con la batería. Mientras, el guitarrista toca el off-beat típico de la música reggae. Para acentuar el estilo jamaicano, al comienzo del tema se puede oír sonido de olas.
- Rock and roll (Ich lieb den Rock ’n’ Roll): Krawinkel enlaza distintos riffs de guitarra típicos del rock and roll mientras Behrens marca el ritmo solo con la caja de su batería.
- Schlager (Da da da): la letra (muy corta) parodia las temáticas típicas del Schlager ("yo te quiero, tú no me quieres") mientras se oyen de fondo los pitidos de un teclado de juguete. Durante el estribillo suena una melodía de teclado sencilla, tres acordes de guitarra y unas castañuelas que simbolizan el carácter folklórico del Schlager.

### Evolución musical
Debido a lo variado de los estilos que integran su repertorio, no resulta fácil categorizar la música de Trio. La banda saltó a la fama en plena Neue Deutsche Welle, por lo que se les solía incluir dentro de ese movimiento. Los mismos integrantes del trío rechazaron esta clasificación y describieron irónicamente su estilo como Neue Deutsche Fröhlichkeit ("nueva alegría alemana"). Por otro lado, cabe notar que la música de Trio se desarrolló en una época en la cual la etiqueta "Neue Deutsche Welle" aún no se había acuñado.
A menudo no se entendió la música de Trio y se pensó que se trataba de una simple bufonada, debido sobre todo a su estrafalaria puesta en escena. Así, en 1982 una encuesta de la revista "Bravo" invitaba a sus lectores a elegir al idiota más grande de Alemania, dando a elegir entre el actor Otto Waalkes, el cómico Mike Krüger y Trio.
En su segundo álbum Bye Bye (1983), Trio permanecieron fieles a su apuesta minimalista, pese a ampliar su gama de instrumentos con un bajo eléctrico. En el último álbum de estudio, Whats The Password (1985) se alejaron por completo del minimalismo.

### Imagen
Remmler, Krawinkel y Behrens solían actuar siempre con la misma ropa, con objeto de crear una imagen de grupo fácilmente identificable. Peter Behrens llevaba siempre una camiseta blanca, unos pantalones del mismo color en los que sujetaba con imperdibles unos tirantes rojos, zapatos rojos y el pelo formando un gran rizo a lo Tintín. Krawinkel iba casi siempre con pantalones vaqueros y un gorro de lana que en los últimos años sustituyó por una visera. Por su parte, Remmler era reconocible por su pelo rapado, su americana y una gabardina trinchera que aseguraba haber heredado de su padre.
La imagen de cada miembro y la clara distribución de roles en las apariciones públicas fueron, según comentó él mismo, idea de Peter Behrens. Behrens aseguró haberse inspirado en la Comedia del arte e hizo referencia a la formación como payaso que había adquirido en Italia. En 1985, Trio rompió con esta uniformidad de papeles, vistiendo en el escenario ropas más variadas. Esto fue evidente sobre todo en el caso de Remmler durante las últimas actuaciones de Trio —en primavera de 1986—, pues se había dejado crecer el pelo. 

### Numerología
Trio manifestaban una particular devoción por el número tres (en alemán Drei), y no solo por su nombre y número de miembros. Muchas canciones tenían por todo estribillo repetir tres veces la misma palabra ('Da da da, Ja ja ja, W. W. W., Girl Girl Girl, ...) o estaban directamente relacionadas con dicho número (Drei Mann im Doppelbett, Drei gegen Drei). La introducción de muchas canciones era contar hasta tres en inglés (One, two, three), en lugar de hasta cuatro (One, two, three, four) como es más habitual. Publicaron tres álbumes de estudio. Cuando fueron interrogados por su edad respondieron: "Los tres tenemos 33 años desde hace tres años y los seguiremos teniendo los próximos tres años".

### Trio en directo
Trio desplegaba sobre el escenario una gran variedad de excentricidades que convertían sus conciertos en un auténtico espectáculo. Dichas bromas, pese a su apariencia de espontaneidad, estaban en realidad muy estudiadas. Peter Behrens tocaba siempre su batería con un rostro totalmente inexpresivo. Gert Krawinkel tocaba el largo solo de guitarra de la canción Broken Hearts For You And Me a ciegas, con un gorro de lana tapándole la cabeza. Durante los solos, como Remmler y Behrens no tenían nada que hacer, hacían tiempo jugando sobre el escenario una partida de ping pong. Una parte habitual de los conciertos era cuando Remmler explicaba el origen del nombre del grupo: aseguraba que habían ido juntos a un local cercano a su casa llamado Candy-Bar (que en realidad era un burdel). Según su historia, allí una camarera se había extrañado del nombre porque no le encontraba significado alguno, a lo que la banda había respondido que el nombre hacía alusión a la relación a tres bandas que mantenían.
Los detalles del espectáculo de Trio variaban en función del lugar y el público. En concreto, en conciertos grandes renunciaban a una gran cantidad de elementos adecuados solo para escenarios pequeños. El espíritu minimalista de la banda también se llevaba al plano visual. Por ejemplo, el escenario solía estar iluminado por tan solo dos focos de luz blanca.

### Trio en televisión
En términos generales, las apariciones de Trio en televisión fueron mucho menos provocadoras que sus conciertos. Una constante en sus actuaciones televisivas era que Peter Behrens salía siempre comiéndose una manzana mientras tocaba la batería con una mano. Dichas actuaciones eran en la mayor parte de los casos en playback, lo que permitía a los músicos tomarse ciertas libertades escénicas. Por ejemplo, en una aparición en la televisión suiza, Remmler masticaba un chicle en vez de cantar, mientras que Behrens agitaba con su mano una bandera de Suiza en lugar de hacer como que tocaba la batería.
Todas esas peculiaridades fueron decisivas para que el grupo alcanzase su gran popularidad en Alemania. Aunque Trio llevaban la etiqueta de grupo de rock actuaron en ocasiones en programas de música Schlager; Trio se consideraban sobre todo un grupo que hacía música de entretenimiento, adecuada también para tal tipo de emisiones. Al mismo tiempo, así conseguían llegar a un público mayor —lo que conllevaba unas expectativas comerciales más ambiciosas—.

### Influencias
Trio aseguraban que sus raíces musicales se encontraban en el rock'n'roll de los años 50. En realidad, al ser pioneros en su estilo no pudieron haberse inspirado en la obra de ningún artista concreto. No obstante, los tres músicos sí tenían ídolos personales: en una conferencia en la discográfica Phonogram se les preguntó por sus influencias: Krawinkel citó a Status Quo, Remmler al showman austriaco Peter Alexander y Behrens al payaso Grock. La música de Trio se ha vinculado de forma retrospectiva con el dadaísmo, el punk y la música minimalista. Sería incorrecto clasificarlos exclusivamente dentro de la música minimalista debido a algunas características esenciales de su música, como por ejemplo la polirritmia. Sea como sea, el trío nunca ha admitido ni rechazado haber bebido de esos movimientos.

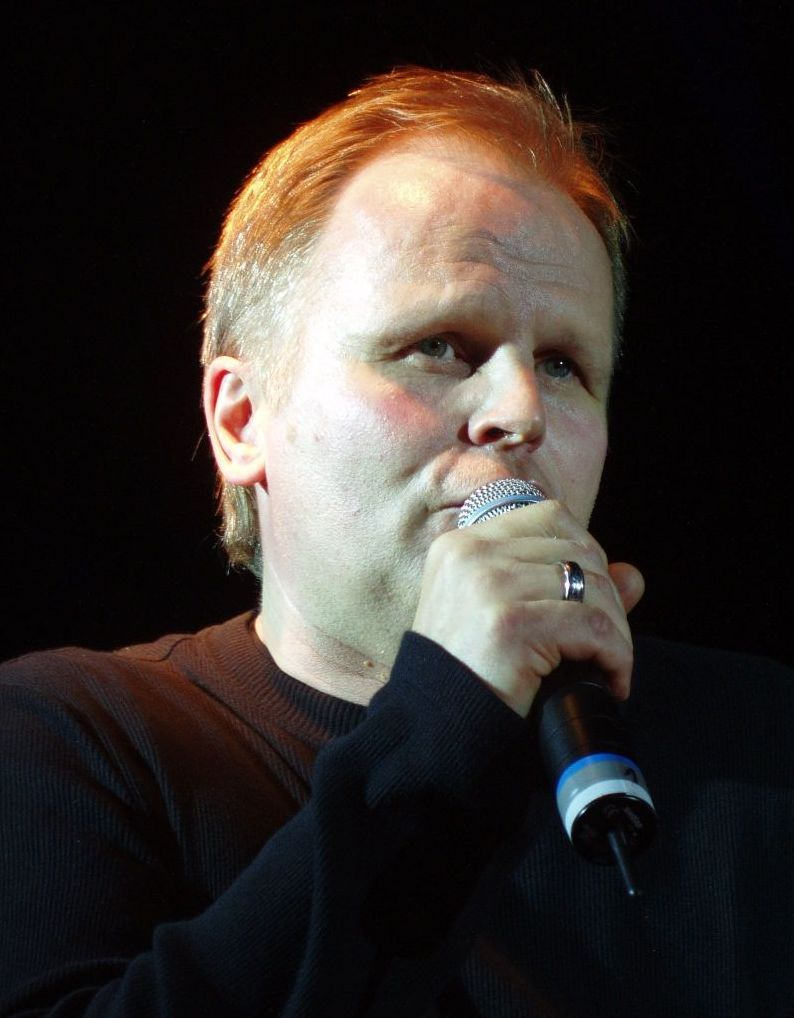
Herbert Grönemeyer

La influencia de Trio en otros músicos no pasa de ser limitada. Remmler comentó irónico en una entrevista (2001) que debería reclamar derechos de autor a todos los raperos que dicen "aha" en mitad de una canción, ya que según él fue el hit Da da da el que hizo popular esa interjección. Hay una serie de grupos que, al igual que Trio, utilizan en su música un número extremadamente reducido de instrumentos (por ejemplo, The White Stripes), pero no se puede afirmar que busquen claramente imitar su música. Lo que sí que abundan en Alemania es bandas que tocan exclusivamente canciones de Trio (Die Fahrt von Holzminden nach Oldenburg, Ab dafür o Drei Mann im Doppelbett).
Tras la publicación del sencillo Da da da, numerosos músicos de todo el mundo han versionado e incluso traducido a otros idiomas dicho tema. Algunos pocos de estos covers han conseguido éxito de ventas. En España la versión del Da da da interpretada por Nacho Dogan fue una de las canciones más populares del verano de 1982. En Alemania fueron muy populares las versiones del humorista berlinés Frank Zander (1982) y de Herbert Grönemeyer (2000). En el Reino Unido tuvo buena aceptación una versión de Elastica y lo mismo ocurrió en Tailandia con una versión en tailandés de la cantante infantil Anan Anwar (2000). En 2004, una pequeña casa de discos de Kiel publicó un CD con el título Krach Bum Bäng Zack Döner, en el que varias bandas versionan canciones de Trio.
El Da da da también ha sido empleado en multitud de ocasiones con propósitos publicitarios. Por ejemplo, la casa Pepsi lanzó una campaña internacional durante la Copa Mundial de Fútbol de 2006 en la que sonaban versiones de diferentes artistas. Uno de los anuncios estaba protagonizado por futbolistas famosos como David Beckham, Raúl González, Thierry Henry, Ronaldinho y Roberto Carlos . En otro, la encargada de cantar la canción de Trio era Christina Aguilera . En México, la versión era de Molotov y la estrella invitada era Rafael Márquez Álvarez .
| Sencillos                                    | Sencillos | Sencillos  | Sencillos |
| -------------------------------------------- | --------- | ---------- | --------- |
| País                                         | Posición  | Fecha      | Semanas   |
| Da Da Da (alemán)                            |           |            |           |
| Alemania                                     | 2         | 5/4/1982   | 27        |
| Austria                                      | 1         | 15/5/1982  | 28        |
| Suiza                                        | 1         | 23/5/1982  | 12        |
| Da Da Da (inglés)                            |           |            |           |
| Francia                                      | 1         | 30/7/1982  | 20        |
| Reino Unido                                  | 2         | 28/7/1982  | 7         |
| Suecia                                       | 2         | 15/6/1982  | 9         |
| Nueva Zelanda                                | 2         | 30/7/1982  | 13        |
| Noruega                                      | 2         | 30/7/1982  | 13        |
| Países Bajos                                 | 7         | X/7/1982   | 7         |
| Italia                                       | 9         | X/X/1982   | X         |
| Anna - lassmichrein lassmichraus             |           |            |           |
| Alemania                                     | 3         | 18/10/1982 | 22        |
| Austria                                      | 16        | 15/2/1983  | 4         |
| Bum Bum                                      |           |            |           |
| Alemania                                     | 7         | 2/5/1983   | 13        |
| Austria                                      | 13        | 1/6/1983   | 6         |
| Suiza                                        | 9         | 12/6/1983  | 4         |
| Herz ist Trumpf (Dann rufst du an...)        |           |            |           |
| Alemania                                     | 12        | 10/10/1983 | 20        |
| Austria                                      | 3         | 1/11/1983  | 14        |
| Suiza                                        | 9         | 13/11/1983 | 13        |
| Turaluraluralu – ich mach BuBu was machst du |           |            |           |
| Alemania                                     | 6         | 19/12/1983 | 13        |
| Austria                                      | 8         | 1/2/1984   | 10        |
| Suiza                                        | 4         | 15/1/1984  | 4         |
| Tutti Frutti                                 |           |            |           |
| Alemania                                     | 75        | 5/4/1982   | 1         |
| Álbumes                                      |           |            |           |
| País                                         | Posición  | Fecha      | Semanas   |
| Trio                                         |           |            |           |
| Alemania                                     | 3         | 12/4/1982  | 25        |
| Austria                                      | 16        | 15/7/1982  | 2         |
| Suecia                                       | 40        | 14/9/1982  | 1         |
| Bye Bye                                      |           |            |           |
| Alemania                                     | 9         | 26/9/1983  | 25        |
| Austria                                      | 20        | 1/12/1983  | 2         |
| Suiza                                        | 15        | 6/11/1983  | 10        |

## Discografía

### En Alemania
Álbumes
- 1981: Trio (Demo-10“-LP)
- 1981: Trio (reeditado en 2003 como Deluxe Edition)
- 1982: Trio live im Frühjahr 82
- 1983: Bye Bye
- 1985: Whats the Password

Sencillos
- 1981: "Halt mich fest ich werd verrückt“ (acompañando a la primera edición del álbum Trio)
- 1982: "Da da da ich lieb dich nicht du liebst mich nicht aha aha aha“
- 1982: "Anna – lassmichrein lassmichraus“
- 1983: "Bum Bum“
- 1983: "Herz ist Trumpf (Dann rufst du an…)“
- 1983: "Turaluraluralu – Ich mach BuBu was machst du“
- 1984: "Tutti Frutti“
- 1985: "Drei gegen Drei“
- 1985: "Ready For You“
- 1986: "My Sweet Angel“

Maxis
- 1982: "Da da da ich lieb dich nicht du liebst mich nicht aha aha aha“
- 1982: "Anna – lassmichrein lassmichraus“
- 1983: "Bum Bum“
- 1985: "Drei gegen Drei“
- 1985: "Ready For You“

### Internacional
Álbumes
- 1982: Trio (en varios países del mundo)
- 1983: Bye Bye (en los EE. UU. y Canadá bajo el nombre Trio And Error)
- 1997: Da Da Da (solo en los EE. UU.)

Sencillos
- 1982: "Da Da Da I Don’t Love You You Don’t Love Me Aha Aha Aha“
- 1982: "Anna – Letmein Letmeout“
- 1983: "Boom Boom“
- 1983: "Hearts Are Trump“
- 1983: "Tooralooralooraloo – Is It Old & Is It New“
- 1984: "Tutti Frutti“
- 1985: "Ready For You“

Maxis
- 1982: "Da Da Da I Don’t Love You You Don’t Love Me Aha Aha Aha“
- 1982: "Anna – Letmein Letmeout“
- 1983: "Boom Boom“

### Recopilatorios
- 1986: 5 Jahre zuviel (Best Of)
- 2000: Triologie (Best Of)

### Vídeos
- 1986: Drei gegen Drei (VHS)
- 1987: The Video Singles (VHS)
- 2003: The Best Of Trio (DVD)